# Toyota Crown Sport
Der Toyota Crown Sport ist ein SUV des japanischen Herstellers Toyota unter der Submarke Crown.

## Modellgeschichte
Das Fahrzeug wurde im Sommer 2022 mit drei weiteren Crown-Modellen vorgestellt. Der Verkauf aller dieser Modelle ist in Europa bislang nicht geplant. Der Crown Sport wird ausschließlich auf dem japanischen Heimatmarkt verkauft. Dort kam er zunächst im Oktober 2023 als Voll-Hybrid in den Handel. Eine Plug-in-Hybrid-Version folgte zwei Monate später.

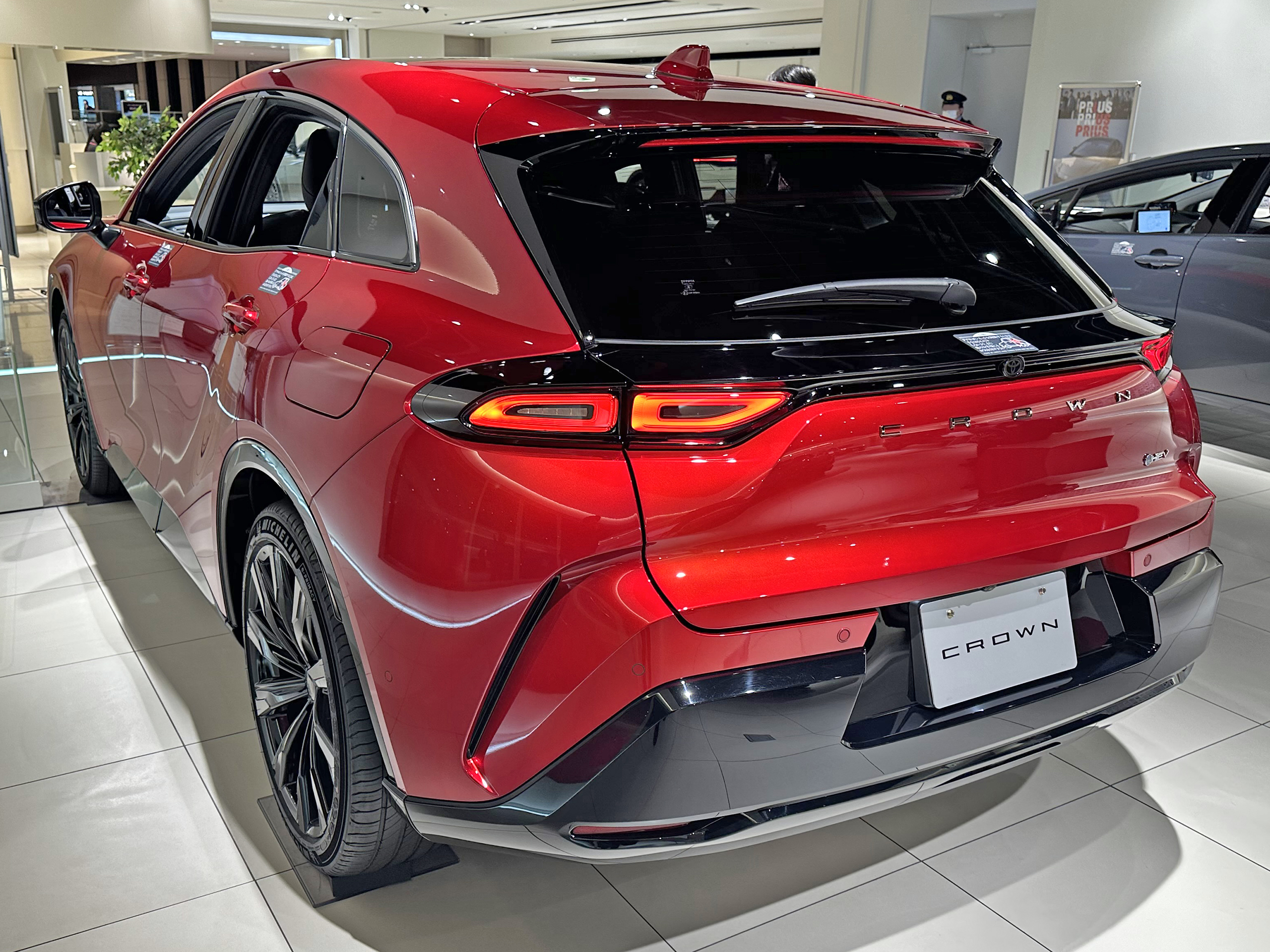
Heckansicht
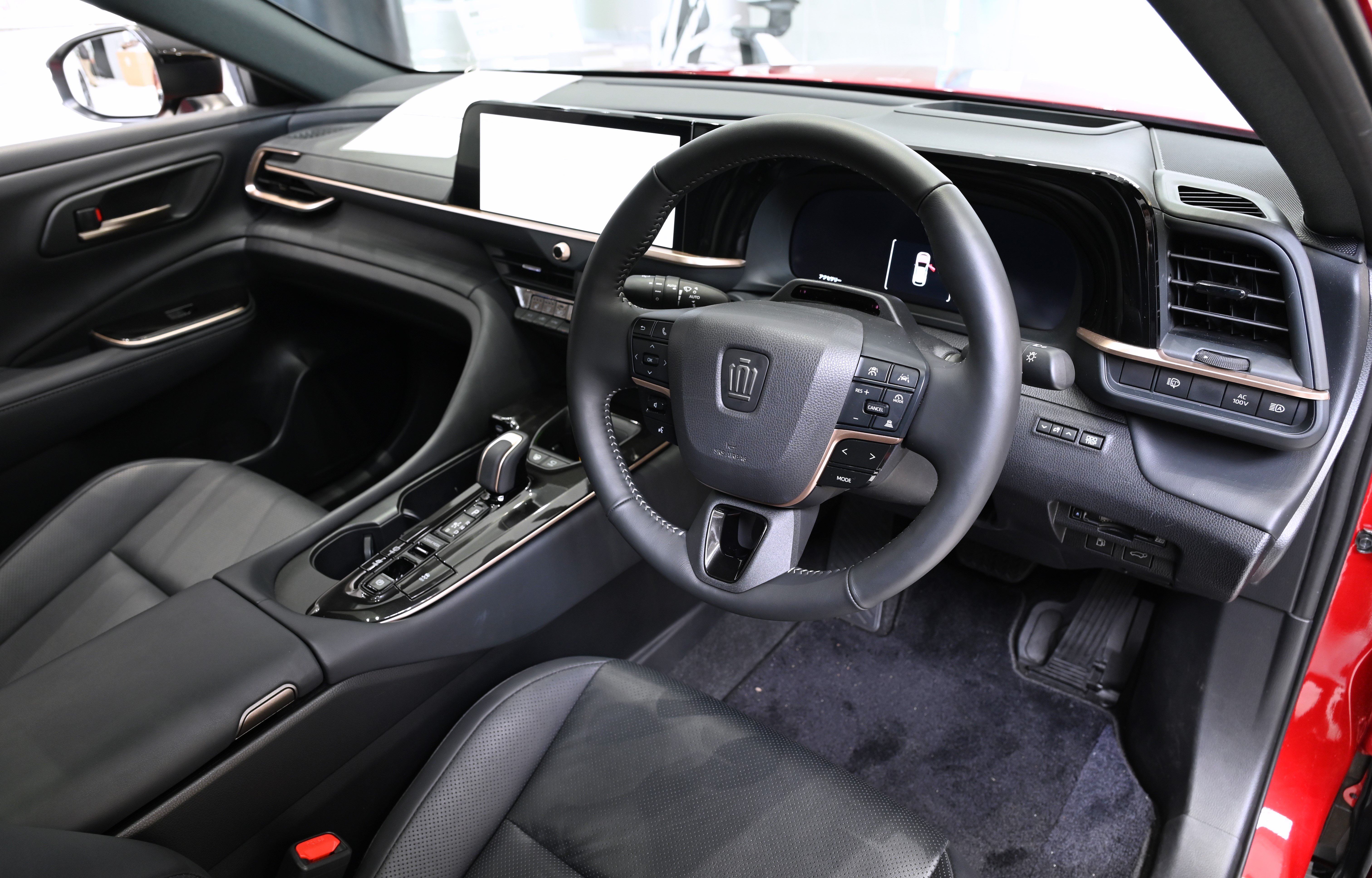
Innenraum

## Technik
Der Wagen basiert auf Toyotas TNGA-K-Plattform. Er hat eine Länge von 4,72 m und eine Breite von 1,88 m, der Radstand beträgt 2,77 m. Es wird ein paralleler Hybrid (HEV, Bezeichnung Sport Z) mit einer Nickel-Metallhydrid-Batterie und ein Plug-in-Hybrid (PHEV, Bezeichnung Sport RS) mit per Netzstrom aufladbarer Lithium-Ionen-Batterie angeboten. Beide arbeiten mit einem 2,5-Liter-Vierzylinder-Ottomotor und haben durch einen Elektromotor an der Hinterachse Allradantrieb. Die Systemleistung des Plug-in-Hybrids beträgt 225 kW (306 PS). Seine rein elektrische Reichweite wird mit 90 km angegeben. Das Fahrwerk hat vorn MacPherson-Federbeine und Dreiecksquerlenker, hinten eine Mehrlenkerachse. Der PHEV hat ein verbessertes Dämpfersystem und größere Bremsscheiben.